# 풍년제
풍년제(豊年祭)는 한 해 농사를 끝내고 풍년을 자축하는 축제이다. 한 해 농사의 수확물을 노적가리로 쌓아 놓고 마을 풍물패가 마을 사람들과 함께 풍년을 자축하는 굿판을 벌인다. 음력 10월 상달에 벌이는 상달굿도 풍년제의 하나이다.